# Amina Claudine Myers
Amina Claudine Myers (* 21. března 1942) je americká jazzová klavíristka a varhanice.
Pochází z malé osady Blackwell v Arkansasu. Hudbě se věnovala od brzkého dětství, lekce na klavír dostávala přibližně od čtyř let a hudbu později studovala na Philander Smith College v Little Rocku. Po dokončení studií se odstěhovala do Chicaga a začala vyučovat hudbu na základní škole. V roce 1976 se usadila v New Yorku.
Své první sólové album Poems for Piano: The Piano Music of Marion Brown vydala v roce 1979. Na další desce, Song for Mother E (1980), ji doprovázel perkusionista Pheeroan akLaff. Album Salutes Bessie Smith, na němž s ní hrají kontrabasista Cecil McBee a bubeník Jimmy Lovelace, je složené z písní od bluesové zpěvačky Bessie Smith. Později vydala řadu dalších alb a hrála na deskách dalších hudebníků, mezi něž patří například Muhal Richard Abrams, Lester Bowie, Kalaparusha Maurice McIntyre, Henry Threadgill a James Blood Ulmer.